# Merizocera oryzae
Merizocera oryzae is een spinnensoort uit de familie Psilodercidae. De soort komt voor in Sri Lanka.